# Doug Christie (avocat)
Pour les articles homonymes, voir Doug Christie.
Douglas Hewson Christie, Jr.  (24 avril 1946-11 mars 2013) est un avocat et un homme politique canadien de la Colombie-Britannique. Il acquiert une réputation nationale pour avoir été avocat de la défense dans des causes de impliquant des antisémites et pour avoir été le chef et fondateur du parti indépendantiste Western Canada Concept (en).

## Carrière
Né à Winnipeg au Manitoba, Christie étudie le droit à l'Université de la Colombie-Britannique et gradue en 1970. Il est fondateur et conseiller du  Canadian Free Speech League qui se fait connaître pour la défense individuelle de criminels de guerre, de racistes, d'antisémites et de néonazis.

## Avocat
Christie participe à des causes impliquant:
- Ernst Zündel, éditeur néonazi allemand établie au Canada.
- Terry Long (en), chef de Nations aryennes.
- Malcolm Ross (en), enseignant du Nouveau-Brunswick auteur de textes antisémites et négationnistes
- Rudy Stanko, membre du Mouvement Créativité (World Church Of The Creator).
- Tony McAleer, après avoir inculpé pour discours haineux par téléphone et sur les ondes.
- John Ross Taylor (en), activiste fasciste et homme politique du Western Guard Party (en) faisant la promotion du nationaliste blanc canadien.
- Imre Finta (en), premier canadien poursuivis pour crime de guerre et acquitté (cause R v Finta (en).
- Doug Collins (en), journaliste et négationniste inculpé par le commissaire au Droit de l'Homme de Colombie-Britannique.
- Paul Fromm (en), suprémaciste et activiste avec la Citizens for Foreign Aid Reform et la Canadians for Freedom of Expression, renvoyé de son travail d'enseignant en raison de ses activités politiques.
- Jane Birdwood (baronne Birdwood) (en), militante avec Oswald Mosley, accusée de distribution de propagande haineuse.
- Wolfgang Droege (en), suprémaciste et chef-fondateur du Heritage Front (en).
- David Ahenakew (en), chef cris inculpé pour commentaires antisémites dans le Saskatoon StarPhoenix en 2002.
- Jack Klundert, optométriste de Windsor en Ontario qui ne reconnaissait pas le droit au gouvernement fédéral de collecter l'impôt sur le revenu[1].

Christie publie également du matériel sur le site de Bernard Klatt (en) et connu comme étant la plus notoire source canadienne de propagance haineuse,.

## Politique
Dès les années 1980, il fait la promotion de la séparation du Manitoba, de la Saskatchewan, de l'Alberta, de la Colombie-Britannique, du Yukon et des Territoires du Nord-Ouest (incluant le Nunavut), du Canada afin de créer une nouvelle nation.
Christie devient chef de l'aile provinciale britanno-colombienne du Western Canada Concept (en), mais ne parvient jamais à obtenir un siège à l'Assemblée législative de la Colombie-Britannique.
En 2005, il annonce son intention de créer un nouveau parti nommé Western Block Party pour être la version ouest canadienne du Bloc québécois.